# Фентон, Джейми
Джейми Фэй Фентон (англ. Jamie Fenton; имя при рождении Джей Фентон англ. Jay Fenton) — программист, геймдевелопер, наиболее известная благодаря популярной аркаде 1981 года Gorf и как один из создателей программного обеспечения MacroMind VideoWorks (с тех пор переименованного в Macromedia Director).
Джейми активно участвовала в транс-сообществе и сделала переход в 1998 году. Фентон увлеклась компьютерными технологиями, когда училась в школе, потому их весьма предсказуемый характер привлекал ей и предоставлял убежище от того, чтобы быть объектом травли среди остальных учеников.
В 1978 году Джейми создала ранний пример глитч-арта под названием Digital TV Dinner.

## Работы Фентон
- Datsun 280 ZZZAP (1976)
- Checkmate (1977)
- Digital TV Dinner (1978)
- Bally Astrocade BASIC (перезапись) (1980)
- Gorf (1981)
- Robby Roto (1981)